# Battonya
Battonya [batoňa] (rumunsky Bătania, chorvatsky Batanja, srbsky Батања, Batanja, ukrajinsky Баттонья, Battoňa) je město v jihovýchodním Maďarsku v župě Békés, těsně u rumunských hranic, spadající pod okres Mezőkovácsháza. Nachází se asi 54 km jihozápadně od Békéscsaby. V roce 2015 zde žilo 5 960 obyvatel. Podle statistik z roku 2011 zde byli 77,9 % Maďaři, 8,4 % Rumuni, 5,2 % Srbové, 2,3 % Romové, 0,3 % Němci a 0,2 % Slováci.
Nejbližšími městy jsou Elek, Mezőhegyes, Mezőkovácsháza a rumunská města Arad, Curtici a Pecica. Blízko jsou též obce Dombegyház a rumunské obce Sederhat a Turnu. Za městem se nachází hraniční přejezd Battonya-Turnu.

## Partnerská města
- Belcsény, Srbsko (1997)
- Lippa, Rumunsko (1997)
- Pécska, Rumunsko (1996)